# Liste von Schiffen mit dem Namen Tiger
Tiger ist  ein häufig genutzter Schiffsname. Der Name stammt zumeist von der gleichnamigen asiatischen Katzenart ab. Er existiert in mehreren Varianten wie Tyger, Tigr oder Tigre, je nach Landessprache.

## Schiffsliste
| Bezeichnung | Schiffsart       | Klasse / Typ     | Baujahr | Bauwerft                                          | Eigner                                                    | Dienstzeit      | Verbleib                                                           | Bild |
| ----------- | ---------------- | ---------------- | ------- | ------------------------------------------------- | --------------------------------------------------------- | --------------- | ------------------------------------------------------------------ | ---- |
| Tiger       |                  |                  | 1546    |                                                   | Royal Navy                                                |                 | 1605 abgewrackt                                                    |      |
| Tiger       |                  |                  |         |                                                   | Royal Navy                                                | 1613 und später |                                                                    |      |
| Tyger       | Fregatte         |                  | 1647    |                                                   | Royal Navy                                                |                 | 1742 gestrandet                                                    |      |
| Tiger       | Linienschiff     |                  | 1747    | Wells & Stanton, Rotherhithe                      | Royal Navy                                                |                 | 1765 verkauft                                                      |      |
| Tigre       | Linienschiff     |                  | 1747    |                                                   | Armada Española                                           |                 | 1762 von der Royal Navy gekapert                                   |      |
| Tiger       | Linienschiff     |                  | 1747    |                                                   | Royal Navy                                                |                 | 1784 verkauft                                                      |      |
| Tiger       | Linienschiff     | Ardent-Klasse    | 1764    | Blades, Kingston upon Hull                        | Royal Navy                                                | 1783–1784       | 1784 verkauft                                                      |      |
| Tiger       | Hoy              |                  |         |                                                   | Royal Navy                                                | 1794–1798       | 1798 verkauft                                                      |      |
| Tigre       | Linienschiff     | Téméraire-Klasse | 1793    |                                                   | Marine Nationale                                          |                 | 1795 von der Royal Navy gekapert                                   |      |
| Tiger       | Linienschiff     | Téméraire-Klasse | 1793    |                                                   | Royal Navy                                                |                 | 1817 abgewrackt                                                    |      |
| Tiger       | Brigg            |                  |         |                                                   | Royal Navy                                                | 1808–1812       |                                                                    |      |
| Tiger       | Fregatte         |                  | 1849    |                                                   | Royal Navy                                                |                 | 1854 von der Kaiserlich Russischen Marine gekapert                 |      |
| Tigr        | Fregatte         |                  | 1849    |                                                   | Kaiserlich Russische Marine                               |                 |                                                                    |      |
| Tiger       | Kanonenboot      | Jäger-Klasse     | 1860    | Zieske, Stettin                                   | Preußische / Kaiserliche Marine                           | 1864–1875       | Als Prahm aufgebraucht                                             |      |
| Tiger       | Torpedokreuzer   |                  | 1887    | Stabilimento Tecnico Triestino, Muggia            | Österreichische Marine                                    | 1888–1906       | 1906 zur Yacht umgebaut, 1920 abgewrackt                           |      |
| Tiger       | Kanonenboot      | Iltis-Klasse     | 1898    | Kaiserliche Werft, Danzig                         | Kaiserliche Marine                                        | 1900–1914       | 1914 selbstversenkt                                                |      |
| Tiger       | Zerstörer        | C-Klasse         | 1900    |                                                   | Royal Navy                                                |                 | 1908 nach Kollision gesunken                                       |      |
| Tiger       | Schlepper        |                  | 1910    | Schiffswerfte und Maschinenfabrik AG, Steinwerder | Jürgen Hinrich Steffen – Ewerführerei und Bugsiergeschäft | 1910–1966       | Museumsschiff in Hamburg                                           |      |
| Tiger       | Schlachtkreuzer  | Einzelschiff     | 1913    | John Brown & Company, Clydebank                   | Royal Navy                                                | 1914–1931       | 1932 abgewrackt                                                    |      |
| Tiger       | Tanker           |                  | 1921    | Fairfield Shipbuilders, Glasgow                   | A/S Vestlandske Petrol Co., Bergen / Kriegsmarine         | 1921–1955       | 1955 abgewrackt                                                    |      |
| Tigre       | Zerstörer        | Chacal-Klasse    | 1924    | Ateliers et Chantiers de Bretagne, Nantes         | Marine Nationale                                          | 1926–1954       | 1955 abgewrackt                                                    |      |
| Tiger       | Torpedoboot      | Raubtier-Klasse  | 1928    | Reichsmarinewerft, Wilhelmshaven                  | Reichsmarine / Kriegsmarine                               | 1929–1939       | Am 27. August 1939 nach Kollision gesunken                         |      |
| Tiger       | Torpedoboot      | Sleipner-Klasse  | 1939    | Marinens Hovedverft, Horten                       | Kriegsmarine / Königlich Norwegische Marine               | 1940–1959       | 1940 von der Wehrmacht erbeutet, 1945 Rückgabe, ab 1959 abgewrackt |      |
| Tiger       | Leichter Kreuzer | Tiger-Klasse     | 1945    | John Brown & Company, Clydebank                   | Royal Navy                                                | 1959–1978       | 1986 abgewrackt                                                    |      |
| Tiger       | Schnellboot      | Jaguar-Klasse    | 1958    | Kröger-Werft, Schacht-Audorf                      | Bundesmarine                                              | 1958–1974       | Bis 1981 von der türkischen Marine eingesetzt                      |      |
| Tiger       | Schnellboot      | Tiger-Klasse     | 1972    | Constructions Mécaniques de Normandie, Cherbourg  | Deutsche Marine                                           | 1972–1998       | An die Armada de Chile abgegeben                                   |      |
| Tiger       | Fähre            |                  | 2002    | FBMA Marine Inc., Cebu/Philippinen                | Rederij Doeksen                                           | 2008            | in Fahrt                                                           |      |
| Tiger       | Autotransporter  |                  | 2011    | DSME, Okpo                                        | Wilhelmsen Lines Car Carrier, Valetta                     | 2011            | in Fahrt                                                           |      |
| Tiger       | Schwimmbagger    |                  | 2012    | Tianjin Xinhe, Tianjin                            | Jan De Nul Luxembourg, Luxembourg                         | Dez. 2012       | in Fahrt                                                           |      |